# Миловка (Башкортостан)
Миловка (баш. Миловка) — село в Уфимском районе Республики Башкортостан Российской Федерации. Административный центр Миловского сельсовета.

## География

### Географическое положение
Село расположено в старом русле реки Белой.
Несмотря на расширение границ Уфы, Миловка в её состав пока не вошла, но за свою двухвековую историю, село всегда было тесно связано с городом. В дореволюционные годы она была пригородным имением с трехэтажным господским домом и принадлежала вначале руководителям края, а затем видным и богатым предпринимателям. В наше время связь не ослабевает, чему способствует наличие учебного хозяйства аграрного университета. Расстояние от границы городского округа, проходящей здесь посередине старицы реки Белой, составляет 500 метров.
Расстояние до:
- районного центра (Уфа): 13 км,
- ближайшей ж/д станции (Уфа): 13 км.

## История
Дата основания: 1790—1795 гг.
Владельцы земли, на которой расположена деревня, многократно менялись. Первыми из них были Черниковы-Анучины. Фамилия эта древнейшая, она упоминается в дворянском списке 1668 г. по Уфе. Родоначальники: два брата, оба Ивана, оба были включены в список выдающихся уфимцев, который составлялся к 300-летию Уфы. Один из них был глава, посланный в 1668 г. вместе с главой Никитой Фирсовичем Аничковым с ратными людьми на Илецк против Чучалея-царевича. Другой Иван служил в 1681 г. воеводой в Сунгуре. Братья получили земли к северо-востоку и северо-западу от Уфы.
На правобережном земельном участке возникло небольшое село Черниково-Анучино. При постройке Самаро-Златоустовской железной дороги полустанок на их земле получил название Черниковка. Впоследствии полустанок превратился в станцию и дал название городу Черниковску, включенному в 1956 г. в состав Уфы.
Левобережный участок земли примыкал к реке Белой в той её части, где с 1854 г. образовалась старица (Затон). На этой территории был большой лесной заболоченный участок с озером Белым. Позже, из-за вырубки лесов образовалось два озера: Белое и к северу от него Лазоревое, речки Васильевка с прудом и Крутая, между ними ручей Лазоревый с большим прудом, сохранившимся до наших дней в Миловке. Южнее протекал ручей Ольховый, который брал начало в лощине Ржавца. Все они протекали с запада на восток и впадали в реку Белую, а ныне в её старицу.
Обедневший внук одного из братьев Черниковых-Анучиных, Иван Юрьевич, со своим племянником Иваном Степановичем в 1719 г. продали часть левобережной земли «от совершенной своей скудости» подьячему Ивану Устиновичу Пачерезиеву по речке Васильевке с усадьбой, дворовыми, гуменными хоромами и сенными покосами. На этой земле возникла деревня Дмитриевка.
Другую честь земли Иван Юрьевич продал Ивану Федоровичу Зубову. Предполагается, что это был брат деда С. Т. Аксакова.
Этот участок земли после смерти И. Ф. Зубова достался его дочери Татьяне, жене священника Спасской церкви Якима Семёновича Дубровского. В 1786 г. она продала его деду академика П. П. Пекарского, генерал-майору, правителю Уфимского наместничества Александру Александровичу фон Пеутлингу. Граница этого участка начиналась от Вавиловского перевоза, ныне Деревенская переправа в Нижегородке.
В 1789 г. А. А. Пеутлинг продал этот участок за 150 рублей генерал-поручику, уфимскому наместнику и генерал-губернатору Уфимскому и Симбирскому барону Иосифу Андреевичу Игельстрому.
В следующем, 1790 году, жена И. А. Зарипова, Илина Азаматовна Зарипова, выкупила у барона Игельстрома ранее проданный ею участок земли, и через пять лет, в 1795 г., она это имение продает уже за 1 000 рублей уфимскому губернатору, действительному статскому советнику князю Ивану Михайловичу Баратаеву. Из купчей крепости видно, что земля продана «с господским полукаменным в 3 этажа домом и при нём оранжерея с садом и беседкою, с деревянными о 4 комнатах флигелем, кухнею, банею, скотным двором, больницей, 2 избами и 3 погребами и с ригою о двух сушильнях, и с состоящею при речке о двух поставах мушкою мельницею и избой для мельника».
В Миловке постоянно проживала семья А. Ф. Чижова. Миловское имение до самой революции принадлежало И. А. Чижовой, умершей в Петербурге в 1919 г. Имение это было ею заложено в Волго-Камском банке за 2 миллиона рублей.
Весной 1919 г. в миловском барском доме был Детский дом, где размещалось 100 человек детей из Петрограда, вывезенных Н. А. Подвойской, женой наркома по военным делам Николая Ильича Подвойского. Здесь жила и она с сыном и тремя дочерьми.
В 1920 г. деревня Миловка входила в Дмитриевскую волость Уфимского кантона, там проживали 790 человек в 91 дворе. Имение Чижовых называлось хутором Миловского техникума, там числилось 27 человек. В 1969 г. в Миловке проживало 868 жителей.
К концу 1990-х годов в состав Миловки была включена соседняя деревня Покровка.
В 1971 году школа переехала новое каменное здание из деревянного, построенного Чижовым для крестьян.
В Миловке был колхоз «Верный шаг» и сельскохозяйственный техникум, переведенный в 1942—43 годах в Аксеново, а на его месте было организовано учебное хозяйство для сельхозинститута.
В 1941 г. во время войны там размещался детский приют. В 1983 построен Дом культуры на 400 мест со зрительным и спортивным залами.

## Население
| 1920 | 1969 | 2002  | 2009  | 2010  | 2021  |
| ---- | ---- | ----- | ----- | ----- | ----- |
| 790  | ↗868 | ↗2496 | ↗2576 | ↗2767 | ↗6017 |

Согласно переписи 2020 года, преобладающая национальность — русские (42,1 %), татары (36,8 %), башкиры (17,2 %).

## Инфраструктура
- Детский сад.
- Средняя общеобразовательная школа.
- Музыкальная школа.
- Дом культуры.
- Библиотека.
- Сельская амбулатория.
- Жилой фонд — 20 двухэтажных, 2 трёхэтажных, 6 пятиэтажных жилых домов, несколько общежитий.
- Котельная, водокачка, карьер, фермы, учхоз,
- Два спортзала, футбольная площадка, каток, тренажёрный зал.

## Экономика
- Цех по изготовлению ПВХ изделий (пластиковые окна, двери, перегородки).
- Учебно-опытное хозяйство аграрного университета (выращивание злаковых, бобовых, кормовых культур, в том числе и в селекционных целях).
- Фермерское хозяйство (разведение крупно-рогатого скота и лошадей).
- Хлебопекарня.
- Автосервис.

## Религия
В селе есть мечеть «Нуруль-иман».
Ведётся строительство православного храма.

## Достопримечательности
- Главной исторической достопримечательностью Миловки считался большой трехэтажный господский дом, принадлежавший семье помещиков Чижовых, постройки конца XVIII века, который располагался на территории Миловского парка. Из-за нехватки средств и нежелания администрации его сохранить, в конце 1990-х дом был снесен.
- Обелиск с именами погибших — участников Великой Отечественной войны.